# Mykola Porsch
Mykola Wolodymyrowytsch Porsch (ukrainisch Микола Володимирович Порш; * 19. Oktoberjul. / 31. Oktober 1879greg. in Lubny, Gouvernement Poltawa, Russisches Kaiserreich; † 16. April 1944 in Berlin, Deutsches Reich) war ein ukrainischer Ökonom, Jurist, Publizist, Diplomat und Politiker.

## Leben
Mykola Porsch kam als Sohn einer deutsch-jüdischen Familie in Lubny in der heute ukrainischen Oblast Poltawa zur Welt.
In den späten 1890er Jahren war er in führender Position an der ukrainischen Nationalbewegung in der Region Lubny und von 1904 an im politischen Untergrund in Kiew und Nischyn beteiligt. Er war Gründungsmitglied der Revolutionären Ukrainischen Partei, aus der 1905 die Ukrainische Sozialdemokratische Arbeiterpartei (USDRP) hervorging, die er ab 1906 in Nachfolge von Dmytro Antonowytsch leitete.
1911 absolvierte er die juristische Fakultät der St.-Wladimir-Universität in Kiew.
Nach der Februarrevolution beteiligte er sich, als einer der Führer der ukrainischen Sozialdemokratie aktiv am Aufbau der ukrainischen Unabhängigkeit. So wurde er unter anderem Leiter des allukrainischen Rates der Arbeitnehmervertreter, Mitglied der Russischen konstituierenden Versammlung, der ukrainischen Zentralna Rada und der Kleinen Rada. Zwischen dem 12. September 1917 und dem  31. Januar 1918 war er Generalsekretär für Arbeit (Arbeitsminister) und am 18. Dezember 1917 wurde er, nach dem Rücktritt von Symon Petljura, zum Generalsekretär für militärische Angelegenheiten der Ukrainischen Volksrepublik (UNR) ernannt. Diesen Posten hatte er bis zum 17. Januar 1918 inne. 
Am 19. April 1918 wurde Porsch Vorsitzender der ukrainischen Regierungsdelegationen bei den Friedensgesprächen mit Sowjetrussland. Während der Zeit des Hetmanats war er aktiver Teilnehmer der Oppositionsregierung der Organisation der Ukrainischen Nationalen Union, weshalb er am 27. Juli 1918, gemeinsam mit Symon Petljura, verhaftet und nach dem Ende des Hetmanats im November 1918 wieder entlassen wurde. 
In Nachfolge von Theodor Steinheil wurde er 1919 Botschafter der Ukrainischen Volksrepublik (UNR) an der ukrainischen Botschaft in Berlin, wo er nach dem Zusammenbruch der Ukrainischen Volksrepublik blieb und sich fortan Werken über Wirtschaftswissenschaften widmete und Karl Marx’ Zur Kritik der politischen Ökonomie ins Ukrainische übersetzte.
Er starb 64-jährig in Berlin (einer anderen Quelle nach in Biesenthal bei Berlin) und wurde in Berlin bestattet.